# Я-01
Я-01 — опытный советский паровоз. Был изготовлен в 1932 году в Манчестере (Великобритания) по заказу НКПС. Из всех локомотивов, когда-либо эксплуатировавшихся на советских железных дорогах, данный локомотив был единственным представителем сочленённых паровозов системы Гарратт.

## История

### Предпосылки к появлению паровоза
К 1930-м годам советские железные дороги начали испытывать настоятельную потребность в повышении веса и скорости поездов. Имевшиеся паровозы типа 0-5-0 (к примеру, серии Э) и типа 1-5-0, сцепная масса которых не превышала 85 тонн, уже не справлялись с возросшим объёмом перевозок. Настоятельно требовалась их замена значительно более мощными паровозами.
Конструкторами предлагались разные пути решения данной задачи. К примеру, рассматривался вариант увеличения нагрузки от оси на рельсы без увеличения числа колёсных пар, что, правда, требовало усиления путей. Альтернативой такому подходу являлось повышение числа колёсных пар до 7—8 без увеличения нагрузки (нагрузка оставалась в пределах 20 тонн).
В рамках второго пути решения задачи, часть инженеров приступила к разработке локомотива с семью ведущими колёсными парами на одной жёсткой раме (эти работы позднее вылились в создание паровоза АА). Существовал, однако, и другой вариант — создание сочленённого локомотива большой мощности. В поисках нужной конструкционной схемы, инженеры обратились к опыту железных дорог Африки и Австралии, где хорошо зарекомендовали себя сочленённые паровозы системы Гарратт. Плюсом данной конструкции была возможность получения на паровозе относительно развитой топки при ограниченных габаритах. По мнению ряда специалистов, данная система могла бы найти применение и на железных дорогах СССР.

### Проектирование и изготовление паровоза
Почти сразу реализация проекта столкнулась с непреодолимым препятствием — в СССР не было опыта создания локомотивов данной системы. По этой причине, после ряда согласований внутри НКПС, опытный локомотив был заказан английскому заводу общества Байер—Пикок и К°, который специализировался на постройке паровозов системы Гарратт. По техническому заданию НКПС СССР, предполагалось создать локомотив, способный везти состав массой 2500 тонн на подъёме со скоростью 15 км/ч. При этом нагрузка от колёсной пары локомотива на рельсы не должна была превышать 20 тс. В соответствии с данными условиями, в 1932 году на заводе Байер—Пикок и К° был спроектирован и построен опытный паровоз, который в конце 1932 года отправили в разобранном виде в Ленинград. Паровоз получил обозначение Я-01.

## Конструкция паровоза

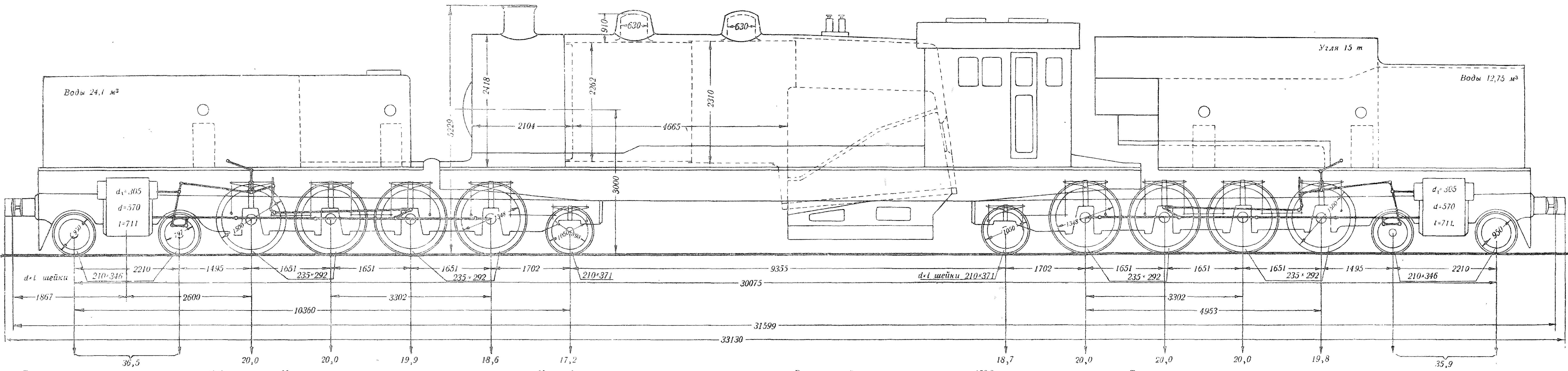
Основные размеры паровоза

Паровоз, спроектированный по системе Гарратт, имел осевую формулу 2-4-1—1-4-2. Ходовая часть состояла из двух отдельных экипажей, на которых размещались баки для воды и топлива. Кроме того, на каждом экипаже располагались по два цилиндра паровой машины. Паровой котёл располагался на соединяющей экипажи раме-мосте, которая была установлена на экипажах и имела шкворневые опоры. Мощность котла была достаточно высокой — испаряющая поверхность составляла 332 м². Поверхность нагрева пароперегревателя равнялась 114 м², а площадь колосниковой решётки — 8 м². Давление пара в котле — в пределах 15,5 кгс/см². Конструкционная скорость паровоза составляла 65 км/ч.

## Судьба паровоза
Паровоз был собран на Пролетарском заводе и в феврале-марте 1933 года поступил для испытаний на участок Свердловск - Уфалей - Челябинск Пермской железной дороги. В том же году его подвергли тягово-теплотехническим испытаниям на экспериментальном кольце Научно-исследовательского института реконструкции тяги.
Изначально предполагалось, что система Гарратт, позволяя увеличить размеры парового котла, позволит добиться существенного увеличения мощности и при этом удержать нагрузку от колёсных пар на рельсы в требуемых рамках (благодаря распределению веса котла на 8 колёсных пар). Однако надежд экспертов паровоз не оправдал — было установлено, что, по сравнению с паровозами в одной жёсткой раме, паровоз расходует больше пара (то есть, паровоз расходовал больше топлива на единицу работы, чем другие паровозы). Распределение нагрузок на рельсы от движущих колёсных пар также было признано неудовлетворительным. 
Кроме того, паровоз имел и ряд специфических для системы Гарратт недостатков. Основным источником проблем являлась длина паровоза. Столь крупный локомотив не помещался в зданиях депо и на поворотных кругах, а его длинные паропроводы от топки к цилиндрам приводили к большим потерям тепла и даже к частичной конденсации пара, особенно при низких температурах. Опоры рамы котла быстро изнашивались. Кроме того, при расходовании воды и топлива нагрузка на экипажи уменьшалась на 20-25% от снаряжённого состояния, что делало паровоз склонным к боксованию. 
По результатам испытаний было решено отказаться от применения системы Гарратт на локомотивах железных дорог СССР. Сам же паровоз Я-01 вскоре был отстранён от работы, поскольку изготовлять запчасти для единичной машины было нецелесообразно. К тому же, обслуживая поезда, рассчитанные на менее сильные локомотивы, новый паровоз не мог полностью использовать свои возможности. В итоге паровоз был передан локомотивному парку Восточно-Сибирской железной дороги, где он и числился вплоть до начала 1957 года, когда был списан и, видимо, порезан на металлолом.

## Оценка проекта
Применение системы Гарратт на железных дорогах СССР изначально не могло быть настолько же эффективным, как, к примеру, на железных дорогах Африки, где большое распространение паровозов системы Гарратт было связано с небольшими габаритами подвижного состава африканских железных дорог. Там система Гарратт действительно давала ощутимый выигрыш, позволяя получить развитую топку при ограниченных габаритах. Однако, габарит подвижного состава советских железных дорог имеет достаточно большую высоту (5300 мм для габарита 1‑T), поэтому располагать топку не над движущими колёсными парами, а на специальной, весьма сложной раме, было ошибочно — того же эффекта можно было достичь, расположив котёл над колёсными парами, что делало конструкцию значительно более технологичной. В связи с этим больше паровозов такой системы на советские железные дороги не поступало.